# Lilia Osterlohová
Lilia Osterlohová (* 7. dubna 1978, Columbus, Ohio, USA) je současná americká profesionální tenistka. Jejím nejvyšším umístěním na žebříčku WTA ve dvouhře bylo 41. místo (23. duben 2001) a ve čtyřhře 77. místo (23. srpen 1999). Na okruhu WTA dosud vyhrála 2 turnaje ve čtyřhře. Na okruhu ITF zvítězila na 3 turnajích ve dvouhře a 10 turnajích ve čtyřhře.

## Finálové účasti na turnajích WTA (3)

### Čtyřhra - výhry (2)
| Legenda                     |
| Kategorie Tier IV (2)       |
| Kategorie Premier (0)       |
| Kategorie International (0) |

| Č. | Datum          | Turnaj                | Povrch | Partnerka              | Soupeřky ve finále                           | Výsledek |
| 1. | 22. říjen 2000 | Šanghaj, Čína         | tvrdý  | Tamarine Tanasugarnová | Meghann Shaughnessyová Rita Grandeová        | 7-5, 6-1 |
| 2. | 5. leden 2008  | Auckland, Nový Zéland | tvrdý  | Maria Korytcevová      | Martina Müllerová Barbora Záhlavová-Strýcová | 6-3, 6-4 |

### Čtyřhra - prohry (1)
| Legenda               |
| Kategorie Tier IV (1) |

| Č. | Datum          | Turnaj                | Povrch    | Partnerka             | Vítězky                               | Výsledek      |
| 1. | 24. říjen 1999 | Bratislava, Slovensko | tvrdý (h) | Olga Barabanščikovová | Kim Clijstersová Laurence Courtoisová | 6-2, 3-6, 7-5 |

## Vítězství na okruhu ITF (13)

### Dvouhra (3)
| Č. | Datum              | Turnaj     | Dotace   | Povrch    | Soupeřka ve finále   | Výsledek    |
| 1. | 13. listopad, 2005 | Pittsburgh | 75 000 $ | tvrdý (h) | Galina Voskobojevová | 7-6(5), 6-4 |
| 2. | 29. leden, 2006    | Waikoloa   | 50 000 $ | tvrdý     | Jessica Kirklandová  | 6-4, 6-1    |
| 3. | 12. květen, 2007   | Monzón     | 75 000 $ | tvrdý     | Angelique Kerberová  | 6-3, 7-6(4) |

### Čtyřhra (10)
| Č.  | Datum              | Turnaj          | Dotace   | Povrch    | Partnerka               | Soupeřky ve finále                      | Výsledek    |
| 1.  | 25. leden, 1998    | Miami           | 10 000 $ | tvrdý     | Zuzana Valeková         | Alienor Tricerriová Alina Židkovová     | 6-4, 6-4    |
| 2.  | 14. únor, 1999     | Rockford        | 25 000 $ | tvrdý (h) | Katie Schlukebirová     | Alina Židkovová Holly Parkinsonová      | 7-6(4), 6-2 |
| 3.  | 11. listopad, 2001 | Pittsburgh      | 50 000 $ | tvrdý (h) | Katie Schlukebirová     | Karin Millerová Mashona Washingtonová   | 6-1, 6-4    |
| 4.  | 3. listopad, 2002  | Nottingham      | 25 000 $ | tvrdý (h) | Kim Grantová            | Lucie Ahlová Selima Sfarová             | 6-1, 6-2    |
| 5.  | 18. květen, 2003   | Charlottesville | 25 000 $ | antuka    | Bethanie Matteková      | Julie Dittyová Christina Wheelerová     | 7-5, 6-1    |
| 6.  | 29. duben, 2007    | Sea Island      | 50 000 $ | antuka    | Raquel Kopsová-Jonesová | Anda Perianuová Chanelle Scheepersová   | 7-5, 6-3    |
| 7.  | 21. říjen, 2007    | Saint Raphael   | 50 000 $ | tvrdý (h) | Jekatěrina Makarovová   | Margalita Čachnašviliová Xenia Milevská | 6-2, 6-2    |
| 8.  | 28. březen, 2009   | Hammond         | 25 000 $ | tvrdý     | Surina de Beerová       | Čchin-wej Čchanová Teťana Lužanská      | 6-4, 6-3    |
| 9.  | 17. květen, 2009   | Raleigh         | 50 000 $ | antuka    | Riza Zalamedová         | Carmen Klaschková Sabine Klaschková     | 6-0, 6-0    |
| 10. | 18. říjen, 2009    | Kansas City     | 50 000 $ | tvrdý     | Anna Tatišviliová       | Julia Boserupová Laura Granvilleová     | 6-0, 6-3    |

## Postavení na žebříčku WTA na konci sezóny

### Dvouhra
| Rok    | 1996 | 1997   | 1998   | 1999  | 2000  | 2001  | 2002   | 2003   | 2004   | 2005   | 2006   | 2007  | 2008   | 2009   |
| Pořadí | 188. | ▼ 194. | ▲ 111. | ▲ 80. | ▲ 44. | ▼ 54. | ▼ 156. | ▼ 180. | ▲ 120. | ▼ 143. | ▲ 114. | ▲ 94. | ▼ 205. | ▲ 139. |

### Čtyřhra
| Rok    | 2001 | 2002   | 2003   | 2004   | 2005   | 2006   | 2007   | 2008   | 2009   |
| Pořadí | 131. | ▼ 149. | ▼ 175. | ▲ 154. | ▲ 153. | ▼ 223. | ▲ 161. | ▲ 121. | ▼ 163. |